# Edison Enriquez
Edison Enriquez (* 17. März 1994) ist ein ecuadorianischer Leichtathlet, der sich auf den Langstreckenlauf spezialisiert hat.

## Sportliche Laufbahn
Erste internationale Erfahrungen sammelte Edison Enriquez im Jahr 2021, als er bei den Südamerikameisterschaften in Guayaquil in 30:27,89 min den fünften Platz im 10.000-Meter-Lauf belegte.
2021 wurde Enriquez ecuadorianischer Meister im 5000-Meter-Lauf.

## Persönliche Bestleistungen
- 5000 Meter: 14:34,20 min, 18. April 2021 in Guayaquil
- 10.000 Meter: 30:27,89 min, 29. Mai 2021 in Guayaquil